# Liga de Fútbol de Zona Oeste
La Liga de Fútbol de Zona Oeste de Maldonado es una liga de fútbol de la OFI; fue fundada el año 1951 y agrupa a clubes de Piriápolis, Pan de Azúcar y zonas aledañas; en el departamento de Maldonado, Uruguay.

## Clubes (Temporada 2024)

### Liga de Fútbol de Zona Oeste (Primera y Tercera)
- Rampla Juniors Fútbol Club (Piriápolis)
- Piriápolis Fútbol Club
- Institución Atlética Pan de Azúcar
- Institución Social y Deportiva San Lorenzo (Pueblo Gerona)
- Tabaré Piriápolis Fútbol Club (Piriápolis)
- Club Social y Deportivo Bella Vista (Balneario Bella Vista)
- Club Atlético La Capuera (La Capuera)
- Club Deportivo Estación (Pan de Azúcar)
- Las Flores Fútbol Club (Estación Las Flores)
- Institución Social y Deportiva R.A.U.S.A. (Gregorio Aznárez)

### Juveniles (2019)
RAUSA, equipo reafiliado para la temporada 2019, no presenta divisiones juveniles.
Sub 17:
- Rampla Juniors Fútbol Club (Pueblo Obrero)
- Piriápolis Fútbol Club
- Institución Atlética Pan de Azúcar
- Tabaré Piriápolis Fútbol Club (Piriápolis)
- Club Social y Deportivo Bella Vista (Balneario Bella Vista)
- Club Atlético La Capuera (La Capuera)
- Club Deportivo Estación (Pan de Azúcar)
- Club Atlético San Luis (San Luis, Canelones)
- Las Flores Fútbol Club (Estación Las Flores)

Sub 15:
- Rampla Juniors Fútbol Club (Pueblo Obrero)
- Piriápolis Fútbol Club
- Institución Atlética Pan de Azúcar
- Tabaré Piriápolis Fútbol Club (Piriápolis)
- Club Social y Deportivo Bella Vista (Balneario Bella Vista)
- Club Atlético La Capuera (La Capuera)
- Club Deportivo Estación (Pan de Azúcar)
- Club Atlético San Luis (San Luis, Canelones)
- Las Flores Fútbol Club (Estación Las Flores)

### Liga de baby fútbol
En negrita los equipos que sólo participan en la categoría de baby fútbol.
- Victoria (Estación, Pan de Azúcar)
- Club Social y Deportivo RAUSA (Gregorio Aznárez)
- Las Flores Fútbol Club (Estación Las Flores)
- Rampla Juniors Fútbol Club (Pueblo Obrero)
- Piriápolis Fútbol Club
- Institución Atlética Pan de Azúcar
- Institución Social y Deportiva San Lorenzo (Pueblo Gerona)
- Tabaré Piriápolis Fútbol Club (Piriápolis)
- Club Social y Deportivo Bella Vista (Balneario Bella Vista)
- Club Atlético La Capuera (La Capuera)

### Equipos desaparecidos
- Playa Grande (Playa Grande)
- Aviación Naval (Aeropuerto de Laguna del Sauce)
- Unión (Pan de Azúcar)
- Barrio Sur (Pan de Azúcar)
- El Puente (Pan de Azúcar)
- Nueva Carrara (Nueva Carrara)
- Comsa (Calera del Lago)
- Campolo (Pan de Azúcar)
- Central Maracaná (Pan de Azúcar)
- Solís Grande (Solís Grande)
- Beaulieu (Piriápolis)
- Salamanca (Pan de Azúcar)
- La Rikardo Fútbol Club (La Capuera)
- Gloria (Cerros Azules)

## Estadios y canchas
En negrita las canchas que no están habilitadas
| Recinto                               | Propietario                                                  |
| ------------------------------------- | ------------------------------------------------------------ |
| Parque La Boya                        | Club Social y Deportivo Bella Vista                          |
| Campo de Juego José Tabeira           | Club Deportivo Estación                                      |
| Cancha en Batallón Ingenieros N°4     | Ministerio de Defensa                                        |
| Estadio Municipal Julio César Abbadie | Municipio de Pan de Azúcar                                   |
| Estadio Anselmo Meirana               | Piriápolis Fútbol Club                                       |
| Cancha de Rampla Juniors              | Rampla Juniors Fútbol Club (Pueblo Obrero)                   |
| Parque Ángel "Italiano" Cuadrado      | Institución Social y Deportiva San Lorenzo (Pueblo Gerona)   |
| Estadio Francisco Piria               | Tabaré Piriápolis Fútbol Club                                |
| Complejo Ingeniero Julio Aznárez      | Institución Social y Deportiva R.A.U.S.A. (Gregorio Aznárez) |
| Parque Nicacio Alfonso Pérez          | Las Flores Fútbol Club                                       |
| Cancha de Cerros Azules               | Municipio de Solís Grande                                    |
| Cancha Municipal de La Capuera        | Club Social y Deportivo La Capuera                           |

## Lista de campeones[2]
| Año  | Campeón        |
| ---- | -------------- |
| 1951 | Tabaré         |
| 1952 | Rausa          |
| 1953 | Tabaré         |
| 1954 | Unión          |
| 1955 | Unión          |
| 1956 | Rausa          |
| 1957 | Unión          |
| 1958 | Rampla Juniors |
| 1959 | Rausa          |
| 1960 | Rausa          |
| 1961 | Tabaré         |
| 1962 | Tabaré         |
| 1963 | Rausa          |
| 1964 | Rausa          |
| 1965 | Tabaré         |
| 1966 | no se disputó  |
| 1967 | Rausa          |
| 1968 | Rausa          |
| 1969 | Rausa          |
| 1970 | Rausa          |
| 1971 | Rausa          |
| 1972 | Rausa          |

| Año  | Campeón        |
| ---- | -------------- |
| 1973 | Rausa          |
| 1974 | Tabaré         |
| 1975 | Piriápolis     |
| 1976 | Piriápolis     |
| 1977 | Piriápolis     |
| 1978 | Rampla Juniors |
| 1979 | Piriápolis     |
| 1980 | Tabaré         |
| 1981 | Rausa          |
| 1982 | Portezuelo     |
| 1983 | Piriápolis     |
| 1984 | Portezuelo     |
| 1985 | Pan de Azúcar  |
| 1986 | Pan de Azúcar  |
| 1987 | Tabaré         |
| 1988 | Tabaré         |
| 1989 | Piriápolis     |
| 1990 | Tabaré         |
| 1991 | Piriápolis     |
| 1992 | Tabaré         |
| 1993 | Tabaré         |
| 1994 | Piriápolis     |

| Año  | Campeón        |
| ---- | -------------- |
| 1995 | Piriápolis     |
| 1996 | Pan de Azúcar  |
| 1997 | Piriápolis     |
| 1998 | Pan de Azúcar  |
| 1999 | Pan de Azúcar  |
| 2000 | Tabaré         |
| 2001 | Tabaré         |
| 2002 | Tabaré         |
| 2003 | Piriápolis     |
| 2004 | Tabaré         |
| 2005 | Pan de Azúcar  |
| 2006 | Piriápolis     |
| 2007 | Tabaré         |
| 2008 | no finalizó    |
| 2009 | Rampla Juniors |
| 2010 | Pan de Azúcar  |
| 2011 | Pan de Azúcar  |
| 2012 | Piriápolis     |
| 2013 | Rampla Juniors |
| 2014 | Piriápolis     |
| 2015 | no finalizó    |
| 2016 | Piriápolis     |
| 2017 | San Luis       |
| 2018 | Piriápolis     |
| 2019 | Pan de Azúcar  |
| 2020 | Piriápolis     |
| 2021 | Piriápolis     |
| 2022 | Piriápolis     |
| 2023 | Piriápolis     |
| 2024 | Piriápolis     |

- En negrita los campeones invictos

## Títulos por equipos
| \| Títulos \| Club \| \| ------- \| -------------- \| \| 21 \| Piriápolis \| \| 17 \| Tabaré \| \| 14 \| Rausa \| \| 10 \| Pan de Azúcar \| \| 4 \| Rampla Juniors \| \| 3 \| Unión* \| \| 2 \| Portezuelo* \| \| 1 \| San Luis* \| *Clubes desafiliados. |                |
| Títulos | Club           |
| 21 | Piriápolis     |
| 17 | Tabaré         |
| 14 | Rausa          |
| 10 | Pan de Azúcar  |
| 4 | Rampla Juniors |
| 3 | Unión*         |
| 2 | Portezuelo*    |
| 1 | San Luis*      |